# Dendrocopos hyperythrus
El pico ventrirrufo (Dendrocopos hyperythrus) es una especie de ave piciforme de la familia Picidae que vive en sur y este de Asia.

## Distribución y hábitat
Se encuentra en los bosques del Himalaya y las montañas del sudeste asiático y China central y meridional, además del extremo suroriental de Rusia, nordoriental de China.